# سیارک ۳۸۹۷۶
سیارک ۳۸۹۷۶ (به انگلیسی: 38976 Taeve، نامگذاری:2000UR) سی و هشت هزار و نهصد و هفتاد و ششمین سیارک کشف شده‌است که در ۲۱ اکتبر ۲۰۰۰ کشف شد.